# Peter Bartosiewicz
Peter Bartosiewicz (* 2. srpna 1942, Žilina) je bývalý československý krasobruslař a krasobruslařský trenér.
V Bratislavě vystudoval architekturu
V kategorii sportovních dvojic (párů) soutěžil s Agnesou Wlachovskou. V roce 1967 s Nikodýmovou, se kterou skončil na mistrovství Československa na 4 místě, a poté s Lianou Drahovou.
Po skončení sportovní kariéry se začal věnovat trénování. Působil ve Švédsku a v USA, kde dosud žije.

## Výsledky

### Agnesa Wlachovská
| Soutěž                             | 1962 | 1963 | 1964 | 1965 | 1966 |
| ---------------------------------- | ---- | ---- | ---- | ---- | ---- |
| Zimní olympijské hry               |      |      | 9    |      |      |
| Mistrovství světa v krasobruslení  |      |      | 10   |      | 10   |
| Mistrovství Evropy v krasobruslení |      | 7    | 8    | 8    | 13   |
| Zimní univerziáda                  |      |      |      |      | 2    |
| Mistrovství ČSR v krasobruslení    | 2    | 2    | 1    | 1    | 1    |

### Liana Drahová
| Soutěž                             | 1968 | 1969 |
| ---------------------------------- | ---- | ---- |
| Zimní olympijské hry               | 12   |      |
| Mistrovství světa v krasobruslení  | 10   |      |
| Mistrovství Evropy v krasobruslení | 8    |      |
| Mistrovství ČSR v krasobruslení    | 1    | 1    |